# بایو-آرمنوویل
بایو-آرمنوویل (به فرانسوی: Bailleau-Armenonville) یک کمون (فرانسه) در فرانسه است که در canton of Maintenon واقع شده‌است. بایو-آرمنوویل ۱۷٫۴۶ کیلومتر مربع مساحت دارد ۱۲۲ متر بالاتر از سطح دریا واقع شده‌است.